# Eijiro Mori
Eijiro Mori (født 8. april 1986) er en japansk fodboldspiller.
Han har spillet for flere forskellige klubber i sin karriere, herunder Gainare Tottori og Grulla Morioka.